# Bendery-2
Bendery-2 (rum. Tighina-2, ros. Бендер II, ukr. Бендери II) – węzłowa stacja kolejowa w miejscowości Bendery, w Naddniestrzu (de iure w Mołdawii). Węzeł linii Rozdzielna – Bendery – Kiszyniów z linią do Căinari.

## Historia
Stacja powstała w XIX w. na drodze zależnej Odessa – Korneszty, pomiędzy stacjami Tyraspol i Bulboka.

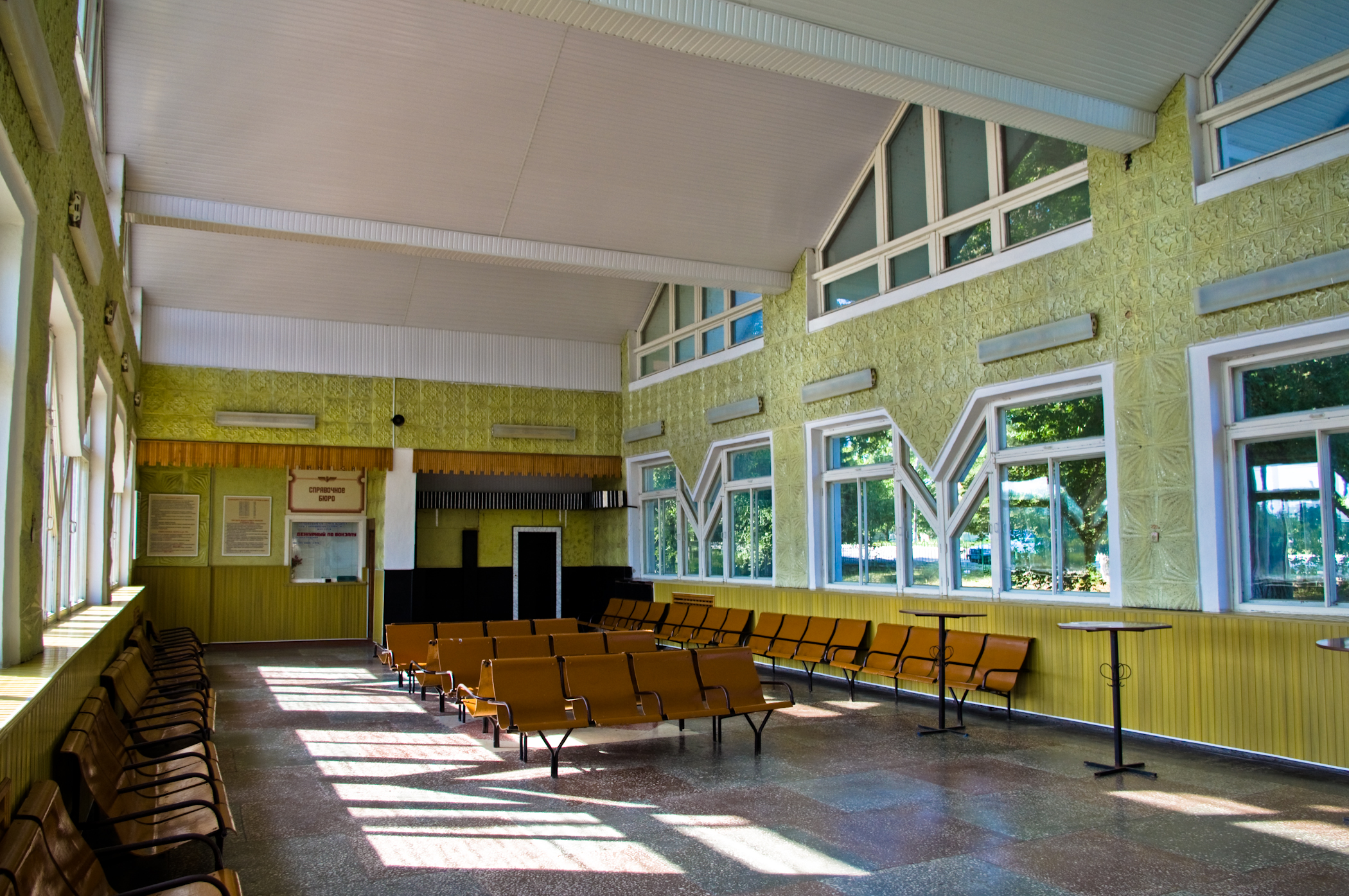
wnętrze dworca